# Guerre & Guerre
Guerre & Guerre est un roman hongrois (Háború és háború , 1999), de László Krasznahorkai, publié en français par les éditions Cambourakis en 2013.

## Trame narrative
Un homme, 44 ans, Korim, est bloqué dans une zone industrielle de Budapest, sur une passerelle de chemin de fer, cerné par sept gamins, prêts à l'agresser et à le détrousser, dans les rafales de vent, et à la lumière blafarde de deux vagues lampes. La peur le force à parler et à les maintenir ainsi à distance, provisoirement. Il raconte sa vie d'archiviste (à 220 km au sud-est, entre Szeged et Békéscsaba), et son projet de grand voyage, qu'il vient juste de commencer (divorce rapide, exclusion totale de la part de ses collègues, solitude, silence).  
Le gang est là pour lui et l'argent qu'il représente, et surtout dans l'attente du train de 6h48 contre lequel ils jettent des pierres avec leurs trois vieux lance-pierres hongrois et leurs trois nouveaux lance-pierres à poissons professionnels allemands. Korim en profite pour se réfugier au Centre culturel de la place Almassy, où il profite d'un concert, et d'une remise pour dormir. Le narrateur tente une synthèse des témoignages négatifs : vieille chauve-souris perchée sur deux jambes, look d'enfer, complètement cinglé le bâtard, crises de délire...
Au petit matin, il attend dans une agence Malév en compagnie d'une superbe jeune hôtesse de l'air à la chevelure noire, avec qui il engage la conversation : elle le juge différent, inoffensif, sincère, désespéré, et participe. On les juge autrement : beauté royale et clochard dégénéré, ou extraterrestre sans défense et petite pute (avec des regards de voracité, lubricité et vulgarité). Il lui dit tout : incertitudes, perte de repères et de liens, révélation (grâce à un chapitre de Walter F. Otto) d'Hermès, le dieu des chemins nocturnes (p. 51), désir de finir sa vie à New York, manuscrit... Elle l'aide à obtenir un visa express, puis disparaît pour accompagner une vieille dame suisse en fauteuil roulant (avec son escorte) au vol pour Rome.
Le 15 novembre 1997, il embarque à l'aéroport de Budapest-Ferihegy pour débarquer à l'aéroport international John-F.-Kennedy de New York, où le service d'immigration trouve un peu spécial ce voyageur sans bagage, avec seulement un manteau dont la doublure contient un manuscrit et beaucoup de dollars. L'interprète lui donne sa carte, et est aussitôt remercié pour contact personnel pendant le service. Dans le labyrinthe de la sortie, un jeune homme d'une vingtaine d'années lui sourit, le rejoint et lui balance un coup de poing au ventre. Il n'aperçoit donc rien de l'exposition d'une fabuleuse collection de diamants. Après être resté trois ou quatre jours enfermé à l'hôtel, dans un restaurant chinois, il raconte sa vie, décide d'appeler l'interprète et lui propose de l'héberger pour 600 dollars par mois.
Durant plusieurs mois, ils cohabitent avec difficulté. La logorrhée, en hongrois, dont Korim abuse, est très efficace comme thérapie personnelle, et pour anesthésier l'autre, pas vraiment pour communiquer. Seule Maria le supporte quand il lui raconte le manuscrit qu'il est en train de transcrire, plusieurs heures par jour, pour le transmettre par internet à l'humanité entière. Il est l'heureux inventeur d'un trésor au contenu à jamais obscur, un document atypique de 150 à 160 pages, glissé dans un carton d'archives de la famille Wlassich, intouché depuis la création (IV-3/10/1941-42), emprunté...
Selon le manuscrit, une tempête a poussé un bateau singulier sur des récifs de la côte sud de la Crète, dans la région des actuels dèmes de Sfakiá ou d'Agios Vassilios, ou plus simplement dans la région de l'antique Gortyne. Seuls quatre humains ont survécu, qui remercient leurs sauveteurs en travaillant pour eux, et passent de nombreuses heures ensemble à admirer les couchers de soleil sur les montagnes et la mer et les levers de soleil, et à apprécier toutes les émotions ressenties. Par contre, la présence d'un autre étranger, Mastemann, vendeur de chats, de Gournia (dans l'est),  dérange les gens. Les quatre rescapés, mystérieux, vulnérables, sensibles, après quelques semaines de rêve dans ce paradis terrestre, remarquent le comportement inquiétant des oiseaux, puis des autres animaux, signes avant-coureurs d'une horrible guerre céleste (p. 117). Un événement étrange pousse les villageois à fuir, si possible vers Alasiya (Chypre) : c'est le jugement dernier pour la civilisation minoenne.
Au chapitre suivant du manuscrit, les quatre voyageurs, propulsés dans un monde complètement différent, se tiennent à la brasserie Hirschhardt, au pied de la cathédrale de Cologne à admirer, depuis presque quatre ans, le travail des bâtisseurs, celui de Sulpiz Boisserée (1783-1854), dont le croquis de la façade de 1300, et surtout celui de Richard Voigtel (de) (1829-1902), architecte en chef qui est en train d'en achever la construction, vers 1870... quand le nom de von Mastemann est à l'origine de rumeurs,de l'imminence de la guerre qu'ils avaient fuie (p. 149). On les retrouve à Bassano (Vénétie), lorsque l'ouverture en 1423 du testament du doge Tommaso Mocenigo laisse espérer la rencontre de la beauté et de la rationalité, vers le stade le plus élevé de la condition humaine (p. 168). Leur rencontre avec Pietro Mastemann, le 28 avril 1423, leur fait comprendre qu'avec Francesco Foscari, doge de 1423 à 1457, l'esprit de la guerre domine la vie humaine (p. 177), la vérité réside dans la victoire.
Dans la première fiction, Maria et Korim subissent un double cataclysme, le déménagement intégral de l'appartement, et l'arrivée d'un aménagement neuf en cartons : l'interprète, qui veut réaliser une œuvre vidéo totale, a décidé de tout recommencer à zéro. Dans le manuscrit, en 1493, des bateaux de la république de Gênes attendent onze jours des vents favorables pour étendre leur domination, et, en même temps, comme si des feuillets s'étaient mêlés, du côté du mur d'Hadrien, du côté de Newcastle, et de Corbridge (Northumberland), dans la vallée de la Tyne, vers 400, les Romains et les populations locales s'agitent dans les temples de Mithra et de Sol Invictus et surtout dans l’Albergueria (volupté, érotisme, passion, sensualité (p. 205), attisant la haine, la peur, l’effroi généralisé, l'approche du Seigneur de la Mort (p. 213). Le puzzle se complique puisqu'on passe à Rome, au sanctuaire de Mercure, Porta Appia du Mur d'Aurélien, après le tremblement de terre de 402. Ils n'avaient plus de Porte de Sortie, il n'y avait que la guerre et la guerre, partout (p. 227).

## Prolongements
De nombreuses péripéties méritent la lecture, dont l'équipe de nettoyage de l'agence de la compagnie aérienne, les violences, les rencontres new-yorkaises, l'homme aux mannequins, l'argent de la drogue, les apprentissages, la main trouée, l'achat de revolver... 
Plus important, le personnage principal pressent qu'il est déjà venu à New York, que la bande des quatre aussi était en Amérique, même si ce n'est pas dans le manuscrit. Le vrai centre du monde est révélé par une photographie d'une installation, une reconstitution d'un igloo. Korim se dépêche de revenir en Europe, pour s'installer dans cette œuvre de Mario Merz (1925-2003), exposée au Musée d'Art Contemporain de Schaffhouse (Hallen für Neue Kunst (de)). Et c'est le gardien Kalotaszegi, magyarophone, qui l'y autorise en pleine nuit, avant d'en référer à son directeur...

## Table des chapitres
1. (pp. 9-58) : Comme une maison en flammes
2. (pp. 59-103) : Humeur festive
3. (pp. 105-131) : Toute la Crète
4. (pp. 133-155) : L'affaire à Cologne
5. (pp. 157-181) : En route pour Venise
6. (pp. 183-235) : Trouver une porte de sortie
7. (pp. 237-262) : Il n'emporterait rien avec lui
8. (pp. 263-280) : Ils étaient allés en Amérique

## Personnages
- György Korim, personnage principal,
- József Sárváry, Hongrois américain depuis quatre ans, interprète de l'Office d'Immigration, hébergeur du personnage principal, facilitateur/obstacle/amplificateur,
- Maria, compagne portoricaine clandestine de József Sárváry,
- Kasser, Falke, Bengazza, Toot, les quatre voyageurs du récit mystérieux,
- Mastemann, commerçant, alias Herr von Mastemann, Pietro Alvise Mastemann, Marcus Cornelius Mastemann, et son jeune valet aux cheveux bouclés
- Gyuri Szabo, à New York,
- et quelques autres...

## Réception
Les rares recensions francophones sont positives,,,,,,.